# Донауканал
Донауканал (на немски: Donaukanal), също Дунавски канал, е ръкав на река Дунав, който протича през Виена. Въпреки наименованието му не е канал (т.е. изкуствено създаден).
Отклонява се от основното русло в градски окръг Дьоблинг и се влива отново в Зимеринг, образувайки по този начин остров от 2 окръга на Виена: Бригитенау и Леополдщат.
В отличие от самия Дунав (основното русло) ръкавът му Донауканал граничи с Вътрешния град - центъра на Виена. В този окръг в Донауканал се влива река Виена.
Дължината на Дунавския канал е 17,3 км. Той се пресича от 15 пътни и 5 железопътни моста.
В немския език думата Kanal (използвана примерно от 1700 година) предизвиква асоциация с открита канализация. Затова е опитвано няколко пъти Дунавският канал да бъде преименуван – например в Kleine Donau (Малък Дунав), но безуспешно.